# Хориока, Чарльз
Чарльз Хориока (яп. チャールズ・ユウジ・ホリオカ, англ. Charles Yuji Horioka, родился в Бостоне, США 7 сентября 1956) — японский экономист, профессор экономики Осакского университета.

## Биография
Чарльз родился 7 сентября 1956 года в Бостоне штат Массачусетс США.
Высшее образование получил в престижном ВУЗе, степень бакалавра с отличием в области экономики в Гарвардском университете (1977), а затем получил степень магистра в Межвузовском центре японского языка в 1982 году, и в 1985 году степень доктора философии в самом Гарвардском университете.
Преподавательскую деятельность начал ассистентом профессора М. С. Фельдштейна на кафедре экономики Гарвардского университета и научный сотрудник Национального Бюро экономических исследований в 1977—1981 годах.
В 1978 году был ассистентом профессора М. Ёсино Высшей школы делового администрирования Гарвардского университета.
В 1979—1981 годах ассистент преподавателя кафедры экономики Гарвардского университета.
С 1983 года ассистент профессора, а в 1985—1987 годах доцент экономического факультета Киотского Университета.
В 1988 году приглашённый доцент кафедры экономики Стэнфордского университета.
В 1989 году научный сотрудник Центра японо-американский деловых и экономических исследований Нью-Йоркского университета школа бизнеса Стерна.
В 1990 году лектор Стэнфордского Центра Японии, в 1993 году посещающий доцент кафедры экономики Колумбийского университета.
В 1997—1998 годах адъюнкт-профессор школы международной государственной политики Осакского университета.
В 1987—1997 годах доцент, с 1997 годах профессор экономической теории института социальных и экономических исследований Осакского университета.
В 1997—1998 годах помощник редактора, а с 1998 года по настоящий период — соредактор журнала «International Economic Review».
В 2000—2001 годах приглашенный профессор Центра международных исследований по японской экономике Токийского университета.
приглашенный научный сотрудник Федерального резервного банка Санкт-Франциско в 2009 году.
В настоящее время Чарльз является:
- членом комитета панельных обследований японских потребителей Института домохозяйств с 1993 года
- научным сотрудником Национального Бюро экономических исследований с 1987 года
- членом редакции журнала Journal of Family and Economic Issues с 2004 года
- членом реакционной коллегии Japan and the World Economy с 2006 года
- помощником редактора The Japanese Economic Review с 1997 года.

## Основные идеи
Согласно неоклассической теории экономического роста (в том числе в модели Солоу) все страны имеют одинаковую капиталовооруженность эффективного труда и в случае роста сбережений в одной из стран, предельная производительность капитала снижается в данной стране, стимулируя инвесторов рассматривать другие страны, тем самым распределяя дополнительные сбережения по всему миру. 
Хориока, исследовав зависимость ставки сбережения и инвестиции, обнаружил, так называемый, парадокс Фельдштейна — Хориоки, который показывает положительную корреляцию между долгосрочными нормами сбережения и инвестициями в разных странах. 
Эмпирические исследования Фельдштейна и Хориоки в 1980 году и последующие исследования подтверждают положительную корреляцию между сбережением и инвестициями внутри стран: лица, сберегая, инвестируют в домашний регион, хотя имеют возможность получать дополнительную маржу в других регионах. 
Данный парадокс доказывает существование значительных барьеров для мобильности капитала, что вызывает различие в процентных ставках, а также наличие факторов, которые воздействуют одновременно на сбережение и инвестиции, проведение государственной политики по выравниванию разрыва между сбережением и инвестициями.

## Награды
- 2001 — премия Накахары Японской экономической ассоциации[4]
- 2012 — президентская премия Осакского университета за достижения в области исследований.